# Президент Ізраїлю
Президенти Ізраїлю — глава держави Ізраїль.
Ізраїль — парламентська республіка, тому президент країни в основному церемоніальна посада. Має порівняно мало владних повноважень. Виконавча влада зосереджена в руках глави уряду Ізраїлю.
- Після виборів у Кнесет президент затверджує склад нового уряду. Якщо склад уряду не затверджений, посади в новому уряді перерозподіляються. Це повторюється доти, доки якийсь із запропонованих складів не буде затверджений. На практиці, випадки, коли президент не стверджує перший запропонований йому складу уряду, виключно рідкісні, — головним чином тому, що президент є аполітичною фігурою, відірваною від реального управління країною.
- Президент має право помилувати будь-якого злочинця. Кожний громадянин Ізраїлю, бувши засуджений, має право один раз у житті звернутися до президента з проханням про помилування. Кожне таке прохання розглядається індивідуально. Крім того, у виняткових випадках президент може помилувати злочинця, навіть якщо прохання про його помилування було подане не самим злочинцем, як це сталося в липні 2008 року з Саміром Кунтаром.

Виконавча влада в Ізраїлі зосереджена в руках голови уряду.

## Список президентів Ізраїлю
| 1  |  | Хаїм Вейцман  | 1949-1952 |
| 2  |  | Іцхак Бен-Цві | 1952-1963 |
| 3  |  | Залман Шазар  | 1963-1973 |
| 4  |  | Ефраїм Кацир  | 1973-1978 |
| 5  |  | Іцхак Навон   | 1978-1983 |
| 6  |  | Хаїм Герцоґ   | 1983-1993 |
| 7  |  | Езер Вейцман  | 1993-2000 |
| 8  |  | Моше Кацав    | 2000-2007 |
| 9  |  | Шимон Перес   | 2007-2014 |
| 10 |  | Реувен Рівлін | 2014-2021 |
| 11 |  | Іцхак Герцоґ  | 2021-     |